# Bob Casey, Jr.
Robert Patrick Casey , Jr., detto Bob (Scranton, 13 aprile 1960), è un politico e avvocato statunitense, senatore per lo stato della Pennsylvania dal 2007 al 2025 ed in precedenza tesoriere dello stesso stato dal 2005 al 2007. Casey Jr. è membro del Partito Democratico.

## Biografia
Nato a Scranton, Casey è figlio del politico democratico Bob Casey, Sr., ex governatore della Pennsylvania. Dopo essersi laureato in legge, esercitò per alcuni anni la professione di avvocato, fino a quando decise di seguire le orme paterne e venne eletto Auditore generale della Pennsylvania.
Dopo due mandati, Casey si candidò alla carica che era stata ricoperta dal padre, quella di governatore, ma perse le primarie contro Ed Rendell, che venne poi eletto. Due anni dopo Casey si candidò a Tesoriere di stato e venne eletto.
Nel 2006 Casey si candidò al Senato e riuscì a farsi eleggere, sconfiggendo con un ampio margine di scarto il repubblicano in carica Rick Santorum. Gli elettori lo riconfermarono per un secondo mandato nel 2012.
Casey è generalmente un democratico in linea con le opinioni del suo partito, eccetto che in fatto di aborto. Come suo padre, infatti, Bob Casey è contrario all'interruzione di gravidanza.